# Space Battle
Space Battle, traduit Combat de l'espace dans certaines éditions destinées aux marchés francophones, est un jeu vidéo de tir et de stratégie développé par APh Technological Consulting, édité par Mattel Electronics, sorti en 1979 sur la console Intellivision, puis porté par M Network sur Atari 2600 sous le titre Space Attack en 1982.
Son scénario et le design des vaisseaux ennemis laissent penser que le jeu est inspiré de la série télévisée Galactica de 1978, mais il ne fait pas partie de la franchise officielle.

## Synopsis
Des vaisseaux spatiaux hostiles se reprochent de votre vaisseau mère ! Vous disposez de seulement 3 escadrilles de 3 chasseurs pour le défendre. Suivez les positions des ennemis sur votre radar, lancez vos chasseurs et engagez le combat ! Ciblez les vaisseaux et détruisez-les avec vos missiles, mais attention, ils ripostent ! Vous êtes le seul à pouvoir sauver le vaisseau mère du désastre.

## Système de jeu
- Phase « radar » :

L'écran de jeu représente un écran radar, avec ses lignes de distance, et au centre la position du vaisseau mère à défendre. Cinq flottes ennemies, comprenant chacune entre 7 et 15 vaisseaux, s'en rapprochent. Depuis cet écran, il est possible de suivre leur position, donner l'ordre à une des trois escadrilles (bleue, blanche et or) d'intercepter une cible, ou leur demander de retourner en direction du vaisseau mère. Lorsqu' une des escadrilles entre en contact avec une flotte ennemie, celle-ci se met à clignoter et le joueur a la possibilité d'entrer en phase de combat. Si une flotte ennemie atteint la zone centrale, elle commence à faire feu sur le vaisseau mère : une alarme retentit (de plus en plus rapidement) et le joueur dispose alors de quelques secondes seulement pour l'intercepter et la détruire, sous peine de game over. 
- Phase « combat » :

L'écran passe à une vue à la première personne du champ de bataille. Un viseur vert, dirigeable au pavé directionnel, représente le viseur du chasseur spatial. Les boutons latéraux permettent de lancer un missile vers le viseur. Il faut alors détruire l'intégralité des vaisseaux qui apparaissent à l'écran pour retourner à l'écran radar. Ces derniers peuvent riposter en envoyant deux missiles (représentés par deux rectangles rouges grossissants) qui font perdre un des chasseurs de l'escadrille s'ils heurtent le viseur.
Le jeu se déroule en temps réel. Ainsi, pendant que le joueur est dans une phase de combat, les flottes ennemies continuent à se déplacer, et les escadrilles du joueur peuvent entrer en contact avec elles. Un combat automatique se déroule alors en arrière-plan, dont l'issue est bien souvent au désavantage du joueur, avec en moyenne un chasseur perdu pour trois vaisseaux ennemis détruits.

## Développement
En 1978, Mattel commercialise une gamme de jouets sous licence Battlestar Galactica, ainsi qu'un jeu électronique de poche Battlestar Galactica: Space Alert, basés sur la série télévisée à succès du moment. C'est donc tout naturellement qu'est lancée l'idée d'un jeu vidéo « officiel » pour compléter sa gamme. La programmation de ce projet Battlestar Galactica est confiée à Hal Finney. Malheureusement, alors que le développement est bien avancé, Mattel ne décroche pas les droits d'adaptation en jeu sur console. Le titre est alors changé en Space Battle et la musique, basée sur le thème principal de la série, est retirée du jeu, mais les graphismes des vaisseaux ennemis et le scénario restent intacts, rappelant inévitablement les vaisseaux Cylons et l'épopée de l'équipage du Galactica.
Les illustrations du packaging sont de Jerrol Richardson.

## Accueil
Space Battle est un des titres les plus vendus sur la console Intellivision (plus d'un million d'exemplaires).

## Héritage
Au début des années 1980, la phase de combat sert de base à Space Gunner, une des épreuves du jeu télévisé interactif TV Powww! (en). Elle est ensuite intégrée par APh Technological Consulting à la cartouche Sharp Shot, qui sort en 1982.
Des portages de Space Battle sont annoncés sur ordinateurs IBM et Apple dans des catalogues Mattel de 1983, mais sont abandonnés avec la fermeture de Mattel Electronics.
Space Battle est présent, émulé, dans la compilation Intellivision Lives! (en), sortie sur diverses plateformes, et A Collection of Classic Games from the Intellivision, sortie sur PlayStation. Il est également intégré à la console Intellivision Flashback, sortie en 2014. Space Attack est inclus sur l'Atari Flashback Portable et l'Atari Flashback 8.
Le 17 novembre 2010, Space Battle est ajouté au service Game Room (en) de Microsoft, accessible sur Xbox 360 et PC.
En 2020, Intelligentvision, un groupe spécialisé dans les jeux homebrews Intellivision, commercialise une cartouche intitulée Battlestar Galactica: Space Battle. Présenté comme étant une version de Space Battle « tel qu'il aurait dû être » , le jeu propose des modifications graphiques pour coller à l'univers de la série télévisée et ajoute une synthèse vocale compatible avec le module Intellivoice. Toutefois, il ne s'agit pas d'une version officielle, mais d'un hack du code du jeu original, les voix digitalisées étant empruntées à Space Spartans.